# Monomorium pulchrum
Monomorium pulchrum är en myrart som beskrevs av Santschi 1926. Monomorium pulchrum ingår i släktet Monomorium och familjen myror. Inga underarter finns listade i Catalogue of Life.